# Над вечным покоем
«Над ве́чным поко́ем» — пейзаж русского художника Исаака Левитана (1860—1900), оконченный в 1894 году. Принадлежит Государственной Третьяковской галерее (инв. 1486). Размер — 150 × 206 см (по другим данным, 152 × 207,5 см).
Работа над картиной была начата летом 1893 года, когда Левитан находился в Тверской губернии, в районе озёр Островно и Удомля. В 1894 году полотно «Над вечным покоем» экспонировалось на 22-й выставке Товарищества передвижных художественных выставок («передвижников»), открывшейся в Санкт-Петербурге. Ещё до открытия выставки картина была приобретена у автора Павлом Третьяковым.
Картина «Над вечным покоем» является одним из трёх самых больших по размеру произведений художника — наряду с полотнами «У омута» (1892) и «Озеро» (1899—1900). Вместе с двумя другими произведениями первой половины 1890-х годов — «У омута» и «Владимиркой» (1892) — картину «Над вечным покоем» иногда объединяют в так называемую «мрачную» или «драматическую» трилогию Левитана.
По словам писателя и публициста Василия Михеева, полотно «Над вечным покоем» является «истинным пейзажем-картиной», это произведение Левитана — «симфония, странная с первого раза, но неуловимо охватывающая душу, стоит только довериться её впечатлению». Искусствовед Алексей Фёдоров-Давыдов писал, что в картине «Над вечным покоем» рассматривается вопрос об «отношении человеческого бытия к вечной жизни природы», и «из этого сопоставления природы и следов человеческого бытия в ней и образуется исполненный возвышенной скорби и трагической героики пейзаж». По мнению искусствоведа Виталия Манина, полотно «Над вечным покоем» представляет собой «одно из самых экспрессивных произведений художника, динамичных и „ассоциативных“».

## История

### Работа над картиной
Работа над картиной «Над вечным покоем» была начата летом 1893 года, когда Исаак Левитан жил в Тверской губернии. Сначала по приглашению артиста Лаврентия Донского художник посетил имение Гарино на реке Мсте. Затем вместе со своей спутницей, художницей Софьей Кувшинниковой, Левитан на поезде прибыл на станцию Троица (ныне — Удомля), которая в то время входила в состав Рыбинско-Бологовской железной дороги. Встретившийся им на станции крестьянин из села Доронино Филипп Петров порекомендовал остановиться в имении Ушаковых Островно, сказав, что там охотно примут дачников, — он же и отвёз их туда. Усадьба была расположена на берегу озера Островно, на котором было три острова (именно этим объясняется происхождение названия озера).
Владельцами усадьбы были Екатерина Николаевна Ушакова (урождённая Сеславина, 1821—1910) и её дети — Варвара Владимировна (1849 — около 1919), Софья Владимировна (1851 — около 1919) и Николай Владимирович (1859—1917). Они радушно приняли Левитана и Кувшинникову, всеми силами стараясь создать оптимальные условия для творческой работы. Художник Витольд Бялыницкий-Бируля, побывавший в Островно в 1900-х годах, в своих воспоминаниях дал подробное описание дома, в котором в 1893 году жил Левитан: «Старинный дом Ушаковых в стиле ампир, с зеленовато-голубыми от древности стёклами в окнах и широкой лестницей, спускающейся несколькими маршами и площадками балкона в сад, весь утопал в сирени. Ею была заполнена большая часть имения, и она была почти ровесница старому дому». Левитан и Кувшинникова сняли две комнаты на втором этаже. Бялыницкий-Бируля писал: «Комнаты в доме были очень светлые, белые, без обоев, окна одной комнаты выходили на запад, откуда Левитан мог наблюдать закат солнца, а другая с балконом и чудесным видом на озеро. В этой комнате стоял старинный клавесин. Вот с этого-то балкона и вела маршами лестница в сказочно красивый сиреневый сад».
Часть времени Левитан и Кувшинникова проводили у озера Удомля, расположенного в шести километрах от Островно. Там они останавливались в имении Гарусово, принадлежавшем Аракчеевым — дальним родственникам графа Алексея Аракчеева, видного государственного и военного деятеля начала XIX века. В то время в усадьбе постоянно жил Михаил Михайлович Аракчеев (около 1850 — около 1917), любимым занятием которого была рыбная ловля. Для отдыха хозяева предоставляли гостям мансарду второго этажа. Берег озера Удомля в районе Гарусова запечатлён на картине Левитана «На озере» (1893, ныне в Саратовском художественном музее имени А. Н. Радищева). По словам Кувшинниковой, при работе над картиной «Над вечным покоем» «местность и вообще весь мотив целиком были взяты с натуры во время одной из наших поездок верхом». Софья Петровна вспоминала, что Левитан писал картину «с большим увлечением» и просил её, чтобы она «играла ему Бетховена, и чаще всего симфонию héroïque с её Marche funèbre».
В процессе работы над полотном Левитаном были созданы графические эскизы-варианты, затем ряд живописных этюдов, а также большой эскиз будущей картины «Над вечным покоем» (холст, масло, 95 × 197 см, 1893, ныне в Государственной Третьяковской галерее). В конце 1893 года художник продолжил работу над полотном в Москве. Картина была окончена в начале 1894 года. Завершив работу, художник поставил в левом нижнем углу подпись: «И Левитанъ 94».

### 22-я передвижная выставка и продажа картины
Вместе с другими произведениями Левитана, среди которых были картины «На озере» («На озере в Тверской губернии»), «Вечерние тени», «Венеция. Этюд» и несколько пастелей, полотно «Над вечным покоем» экспонировалось на 22-й выставке Товарищества передвижных художественных выставок («передвижников»), открывшейся 6 марта (по другим данным, 8 марта) 1894 года в Санкт-Петербурге, а в апреле того же года переехавшей в Москву. Петербургская часть выставки проходила в здании Общества поощрения художеств. Среди пейзажей других художников, представленных на выставке, критики особо отмечали полотна «Лесное кладбище» Ивана Шишкина, «Пустынный берег» Ефима Волкова, «Земля» Николая Дубовского, «В Крыму» Валентина Серова, «Прибой» Николая Досекина и некоторые другие.
По некоторым сведениям, во время экспозиции в Санкт-Петербурге картина «Над вечным покоем» «значительно пострадала» из-за того, что организаторы вывесили её на крайне невыгодном с точки зрения восприятия месте. Перед открытием московской части 22-й передвижной выставки, которая должна была состояться в помещении Московского училища живописи, ваяния и зодчества, собиравшийся в заграничную поездку Левитан написал письмо художнику Илье Остроухову с просьбой поместить картину «Над вечным покоем» в место с наиболее выгодным для полотна освещением. В письме, датированном 12 марта 1894 года, Левитан писал: «Дорогой Илья Семёнович! Завтра я уезжаю из Москвы и не буду при устройстве Московской передвижной, так вот, прошу Вас, если Вы будете распорядителем по устройству — или даже не будете, тогда передадите устроителям мою просьбу. Большую мою картину поставить или в натурном классе на месте моего „У омута“, или на месте прошлогодней картины „Лесистый берег“ в фигурном классе». Для полной уверенности в том, что его просьба дошла до организаторов экспозиции, Левитан повторил её в посланном из Ниццы письме от 9 апреля 1894 года, которое было адресовано художнику Аполлинарию Васнецову.
Ещё до открытия передвижной выставки картина «Над вечным покоем» была приобретена у автора Павлом Третьяковым. В письме к последнему от 18 мая 1894 года Левитан писал: «Я так несказанно счастлив сознанием, что последняя моя работа снова попадёт к Вам, что со вчерашнего дня нахожусь в каком-то экстазе. И это, собственно, удивительно, так как моих вещей у Вас достаточно, — но что эта последняя попала к Вам, трогает меня потому так сильно, что в ней я весь, со всей своей психикой, со всем моим содержанием, и мне до слёз больно было бы, есл[и бы] она миновала Ваше колоссальное собрание».
Полотно «Над вечным покоем» привлекло к себе большое внимание зрителей и рецензентов, но отношение к нему оказалось далеко не однозначным. Многие критики характеризовали картину как «вызывающую недоумение в зрителях». Не поняв философской идеи, которую Левитан пытался вложить в своё произведение, некоторые критики сочли его название слишком претенциозным и направленным на то, чтобы «поднять значение» картины. Например, автор статьи о передвижной выставке, опубликованной в газете «Московский листок» (№ 130, 11 мая 1894 года), писал, что «лучше бы как-нибудь поскромнее озаглавить картину», а в самом полотне он находил «бездну претензий и отсутствие прав, широкие замыслы и плохое исполнение». Желание Левитана передать свои глубокие раздумья и переживания было воспринято как попытка следования модной «пессимистической традиции». Некоторым рецензентам казалось, что название картины противоречит динамике её изображения, которое «далеко от вечного покоя». В частности, автор статьи в журнале «Наблюдатель» (№ 9 за 1894 год), называя водное пространство «рекой», писал: «Река бежит и бурлит, на горизонте накапливаются тяжеловато написанные тучи, земля цветёт, словом — „всюду жизнь“; но художником овладел пессимизм, и он спешит, хотя [бы] подписью, названием картины нагнать на зрителя тоску и напомнить о смертном часе».
Автор обзорной статьи о выставке передвижников, опубликованной в газете «Неделя» (№ 14, 3 апреля 1894 года), признавал, что замысел картины «Над вечным покоем» «настолько нов и интересен, что она заслуживает упоминания» и разбора, и заключал, что хотя «в попытке нарисовать огромное пространство нельзя видеть совершенство, но она показывает, что художник ищет нового пути и, судя по его другим, меньшим произведениям, наверно найдёт этот путь». В заметке «На выставке у передвижников», вышедшей в журнале «Всемирная иллюстрация» (т. 51, № 1314 за 1894 год), критик Владимир Чуйко, сочтя картину неудачной в художественном отношении, при этом признал, что «несмотря, однако же, на все эти технические недостатки, в картине тем не менее есть настроение: г. Левитан сумел выразить впечатление какого-то мёртвого покоя, напоминающего идею смерти, жаль только, что эта идея выражена так странно».
Многие авторы публикаций о передвижной выставке указывали на слабость картины «Над вечным покоем» в живописном отношении. Например, подписавшийся инициалами М. Ю. корреспондент газеты «Новости дня» (№ 3903, 28 апреля 1894 года) отмечал, что «земля кажется словно вырезанной и наклеенной на воду, туча не имеет своего отражения в реке». Другие критики полагали, что «тучи слишком чернильно писаны», что «дальний план тяжело написан кубовою краской», что вода написана «совершенно белой краской» и т. д. По словам искусствоведа Алексея Фёдорова-Давыдова, «новый характер живописи картины с его чертами декоративности и стремлением решить таким путём монументальные задачи был принят за странное чудачество, за неоконченность, „неопределённую мазню“, выдаваемую за особую „манеру“, за прокладывание новых путей».
В периодических изданиях того времени попадались и откровенно недружелюбные публикации, авторы которых пытались оскорбить художника и его творение. Так, в «Петербургском листке» (№ 67, 10 марта 1894 года) за подписью «Реалист» было опубликовано обращённое к Левитану четверостишие следующего содержания: «Намазал ты много… Себя не прославив. / Пастели, полотна — достойны улыбки. / „Над вечным покоем“ случайно поставил / Ты скалы на небе, мой друг, по ошибке». В качестве ещё одного примера можно привести опубликованный в «Петербургской газете» (№ 77, 20 марта 1894 года) фельетон журналиста Власа Дорошевича (Дорошкевича) «Передвижные гении. Недоразумение в I действии», который был построен в форме диалога между Исааком Левитаном и критиком Владимиром Стасовым. В результате их «обсуждения» картина Левитана «признаётся пригодной лишь для того, чтобы из её холста сшить Стасову шаровары».
Тем не менее встречались и положительные отзывы о полотне «Над вечным покоем». В частности, в обзорной статье о 22-й передвижной выставке, опубликованной в газете «Русские ведомости» (№ 110, 23 апреля 1894 года), художественный критик Владимир Сизов назвал картину Левитана «хорошо продуманной и сильно прочувственной», отличающейся «несомненными художественными достоинствами». В статье, вышедшей в 1894 году в журнале «Артист», писатель и публицист Василий Михеев «чутко уловил глубокую психологичность полотна и назвал его подлинным пейзажем-картиной, замечательной своим содержанием и „настроением“».

### Последующие события
В 1898 году картина «Над вечным покоем» экспонировалась на выставке русских и финляндских художников, проходившей в рамках Мюнхенского сецессиона. С 1 мая по 1 июня экспозиция, на которой было представлено около 120 картин, проходила в Мюнхене, а затем также побывала в Берлине, Кёльне и Дюссельдорфе. Кроме полотна «Над вечным покоем», на выставке также были показаны картины Левитана «Последний снег», «Луг на опушке леса» и «На Севере».
Летом 1941 года, после начала Великой Отечественной войны, многие экспонаты из собрания Государственной Третьяковской галереи были эвакуированы в Новосибирск, где они хранились в недостроенном здании Новосибирского театра оперы и балета. Среди эвакуированных произведений искусства было и полотно Левитана «Над вечным покоем». Картины были возвращены в Третьяковскую галерею в ноябре 1944 года.
Картина «Над вечным покоем» экспонировалась на ряде выставок, в том числе на персональных выставках Левитана, состоявшихся в 1938 году в Государственной Третьяковской галерее в Москве и в 1939 году в Государственном Русском музее в Ленинграде, а также на юбилейной, посвящённой 100-летию со дня рождения художника выставке, проходившей в 1960—1961 годах в Москве, Ленинграде и Киеве. В 1971—1972 годах полотно принимало участие в приуроченных к столетию ТПХВ выставках «Передвижники в Государственной Третьяковской галерее» (Москва) и «Пейзажная живопись передвижников» (Киев, Ленинград, Минск, Москва). Оно также было одним из экспонатов юбилейной выставки к 150-летию со дня рождения Левитана, проходившей с октября 2010 года по март 2011 года в Новой Третьяковке на Крымском Валу. С ноября 2018 года по февраль 2019 года картина экспонировалась в музеях Ватикана в составе выставки «Русский путь: от Дионисия до Малевича».
В настоящее время картина «Над вечным покоем» выставляется в «Левитановском зале» (зал № 37) основного здания Третьяковской галереи в Лаврушинском переулке.

## Описание
На картине изображён «гигантский разворот водного пространства озера», бескрайние просторы которого напоминают широко разлившуюся реку. Над озером — «величественное пространство неба с клубящимися, сталкивающимися друг с другом облаками». Изображение неба может быть разделено на две части — более тёмную, тучевую внизу и более светлую, облачную вверху. На ближнем плане — мысок, на возвышенном берегу которого стоит старенькая церковь. Слева от неё находится бедное сельское кладбище со старыми, давно позабытыми могилами. Кладбище производит гнетущее впечатление — почти сровнявшиеся с землёй разрушенные могилы, покосившиеся кресты, заросшие травой тропинки. Часть композиции с кладбищенской церковью на холме наиболее тщательно проработана художником. Стоящая у обрыва старая деревянная церковь «прекрасно вписана в пейзаж», мягкой кистью написаны разросшиеся рядом с ней деревья. По словам искусствоведа Алексея Фёдорова-Давыдова, «утлый мыс с церковкой и кладбищем, освистанный ветром стихий, кажется словно носом какого-то судна, движущегося в неизвестную даль», а огонёк в окне церкви воспринимается как «свидетель человеческой жизни, неистребимости и тихой покорности её». Фёдоров-Давыдов отмечал, что в картине мы видим «ясную построенность изображения из главных частей и различную детализацию каждой из них»; всё это соответствует композиционному решению полотна, в котором «асимметричность уравновешивается противонаправленностью движения каждой из этих составляющих картину частей — мыса, островка, воды, облаков и т. д.»
Композиция, найденная художником, требовала живописного решения, помогающего «острее почувствовать необъятность и силу открывающегося перед зрителем пространства». По-видимому, этим можно объяснить различия в манере изображения, использованной Левитаном при написании ближних и дальних планов: последние даны «с таким предельным обобщением формы и цвета, которые мы не встречали в его предыдущих работах». Кроме этого, разнообразны приёмы самой живописи. Тяжесть тёмного грозового неба с низко висящими тучами подчёркнута красочным слоем, положенным над самой линией горизонта, для более высоких участков неба увеличивается динамичность мазка и меняется фактура живописи: движение беспорядочного нагромождения туч передаётся «сочетанием тончайших оттенков серовато-лилового, местами свинцового или серовато-коричневого тона». В нижних планах картины также применяются разнообразные приёмы живописи: по-разному написаны вода, низкий берег вдали и травянистый холм на переднем плане. В частности, чтобы избежать цветового однообразия большой массы воды, для изображения ряби Левитан использовал серые и белые тона, варьировал направление мазков, а затем (по-видимому, гребёнкой) процарапал участки водной поверхности по невысохшему слою краски. По словам искусствоведа Фаины Мальцевой, «такое различие приёмов живописи не нарушает, однако, идейного пафоса возникшего замысла и убедительности его интерпретации, включающей в сюжет картины реальные, взятые за основу натурные впечатления».
Существуют различные версии по поводу того, какое место изображено на полотне и какая церковь послужила прообразом той, которая была написана художником. Часто цитируются «ставшие хрестоматийными» воспоминания Софьи Кувшинниковой, в которых она утверждала, что картина «Над вечным покоем» была написана близ озера Удомля, «только церковь в натуре была другая, некрасивая, и Левитан заменил её уютной церквушкой из Плёса». Исследователи творчества Левитана полагают, что при написании церкви Левитан использовал созданный в 1888 году этюд «Деревянная церковь в Плёсе при последних лучах солнца», на котором была изображена Петропавловская церковь, стоявшая на холме, впоследствии получившем название «гора Левитана». В 1903 году Петропавловская церковь сгорела, а в 1982 году на её место перенесли Воскресенскую церковь из села Билюково, за которой закрепилось неофициальное название «Над вечным покоем».
В воспоминаниях художника Витольда Бялыницкого-Бирули представлена другая версия. По его словам, Левитан часто приходил с красками и этюдником на берег озера Островно, «вблизи которого, на бугре, стояла старенькая деревянная церковь, наполовину вросшая в землю». Бялыницкий-Бируля сообщал следующие детали: «Около церкви, ближе к озеру, было забытое, совершенно заросшее кладбище. Деревянные кресты покосились, покрылись зелёным мхом». Художник также отмечал, что «Левитан любил бывать и на соседнем озере Удомля, любил переезжать на лодке на овальный остров, откуда озеро Удомля было видно во всю его длину». По мнению Бялыницкого-Бирули, «мыс острова и взят первым планом картины, но дополнен наблюдённым на Островенском озере мотивом церкви и кладбища». По одним данным, «овальным островом», мыс которого изображён на картине, мог быть остров Аржаник, находящийся в северной части озера Удомля, недалеко от Гарусова. По другим сведениям, это мог быть остров Двиново, расположенный в южной части озера Удомля. В настоящее время этот остров покрыт лесом, но в конце XIX века он был «совершенно безлесным».
В изданной в 1983 году книге «Художники в Удомельском крае» искусствовед Лия Кац опубликовала отрывок из записей Алексея Моравова (сына художника Александра Моравова), представляющий собой ещё одну версию. По его словам, в то время, когда Левитан работал в районе озера Удомля, единственная деревянная церковь, расположенная на берегу озера, находилась «между деревнями Акулово и Троицей, против Лубенькино», а в начале 1900-х годов она «была разобрана и перевезена на другой берег озера в деревню Ряд», где через некоторое время сгорела. При этом Моравов подтверждал, что на острове, находящемся на озере Удомля, никакой церкви не было.
Краевед Дмитрий Подушков отмечал, что «можно с высокой долей уверенности утверждать, что композиция картины „Над вечным покоем“ взята Левитаном в селе Островно», где верхней точкой наблюдения послужила усадьба Ушаковых. В то же время, по словам Подушкова, «огромное водное пространство, общие контуры береговой линии озера, опять же высокая точка наблюдения зрителя, далёкая линия горизонта, некоторые элементы композиции увидены на озере Удомля». В этом случае, по мнению Подушкова, высокой точкой наблюдения могла быть Красильникова горка — высокий холм, расположенный у северной оконечности озера Удомля, с которого открывается панорамный вид на озеро в юго-восточном направлении.
Искусствовед Алексей Фёдоров-Давыдов писал, что полотно «Над вечным покоем» представляет собой «перенесение мотива, увиденного на одном озере, на изображение другого, сходного». При этом, по его мнению, натурный вид озера Удомля составляет «каркас произведения, его композиционную основу». Фёдоров-Давыдов соглашался с Бялыницким-Бирулей в том, что картина «далась Левитану не благодаря тому или другому этюду», «она писалась не с этюда, и, уж конечно, это не увеличенный этюд». По словам Фёдорова-Давыдова, «картина кажется в конце концов гораздо более сочинённым пейзажем, чем это есть на самом деле», при этом степень «сочинённости» полотен Левитана измеряется «степенью синтезирования реального вида в картинный пейзажный образ».

## Эскизы и этюды
В Государственной Третьяковской галерее хранятся два первоначальных графических эскиза-варианта к картине «Над вечным покоем». Рисунки, датируемые 1893 годом и имеющие общее название «Перед грозой», выполнены графитным карандашом на одном листе бумаги (общий размер 18 × 16 см, инв. 5689). Верхний рисунок считается первым, а нижний — вторым. По словам искусствоведа Фаины Мальцевой, эти «торопливые наброски» — «ещё даже не эскизы, а всего лишь первая родившаяся мысль, в которой содержится зерно будущей картины». Левитан показывает беспокойство в природе, связанное с приближением грозы. Нижний набросок сделан с более высокой точки зрения, чем верхний, так что изображённые на нём водные пространства озера кажутся более грандиозными. В рисунках чувствуется спешность работы художника, которая проявляется в неровном и рваном штрихе, в также в контурности очертания изображённых предметов. По утверждению Е. А. Бялыницкой-Бирули (вдовы художника Витольда Бялыницкого-Бирули), на этих рисунках изображён пейзаж озера Островно с Троицкой церковью на берегу.
В том же 1893 году, продолжая работу над картиной «Над вечным покоем», Левитан создал несколько живописных этюдов. Один из них — «Облачное небо» (бумага на картоне, масло, 17,8 × 26,2 см) — хранится в собрании Государственного Русского музея (инв. Ж-1218), куда он поступил в 1927 году; до этого он находился в коллекции К. Д. Ермакова. Другой этюд — «Небо» — хранится в частном собрании в Москве (по сведениям на 1966 год, в коллекции Р. К. Викторовой). По-видимому, эти этюды с изображением грозового неба были созданы художником в разное время, так как на одном из них («Облачное небо») изображены тёмно-фиолетовые облака на голубом небе, а на другом («Небо») — облака серые, а для написания неба использованы жёлтые и розовые цвета. Ещё один этюд — «Озеро» — также хранится в частном собрании в Москве (по сведениям на 1966 год, в коллекции Л. Ф. Ильичёва).
Летом 1893 года Левитаном была создана пастель «Забытые» (нынешнее местонахождение неизвестно), на которой изображено «расположенное на косогоре заброшенное кладбище с покосившимися крестами». По мнению Алексея Фёдорова-Давыдова, «несомненно, что этот мотив был использован в картине „Над вечным покоем“, в том числе вырисовывающиеся на фоне воды надмогильные кресты». Пастель «Забытые» экспонировалась на 13-й периодической выставке Московского общества любителей художеств, состоявшейся в 1893—1894 годах, а также на посмертной выставке Левитана 1901 года.
В 1893 году Левитан написал большой живописный эскиз для будущей картины «Над вечным покоем» (холст, масло, 95 × 197 см, ГТГ, инв. 1487). В основу его композиции был положен второй из графических эскизов-вариантов «Перед грозой», но с некоторыми изменениями: уменьшилась доля водной поверхности в правой части, дальний островок превратился в соединённую с берегом косу, а «церковь ампирной архитектуры заменилась старинной деревянной клетской». По сравнению с окончательным вариантом картины, на большом эскизе — особенно в его правой части — значительно большее место занимает изображённый на переднем плане берег. В 1898 году этот эскиз экспонировался на проходившей в Санкт-Петербурге выставке русских и финляндских художников. Делясь впечатлениями о выставке, художник Николай Дубовской в письме к Николаю Касаткину от 20 января 1898 года писал, что она «производит впечатление талантливостью экспонентов», и что «лучшая вещь на выставке — „Над вечным покоем“ Левитана (эскиз картины)». С выставки эскиз был приобретён у автора Павлом Третьяковым. В 1899 году, после смерти коллекционера, его наследники передали эскиз в Третьяковскую галерею.
Кроме этого, к подготовительным материалам, использованным художником при работе над картиной «Над вечным покоем», исследователи творчества Левитана относят написанный в 1888 году этюд «Деревянная церковь в Плёсе при последних лучах солнца» (бумага на картоне, масло, 14 × 24 см, частное собрание). Этот этюд, созданный в Плёсе, в 1898 году был приобретён у автора коллекционером Алексеем Ланговым, который вспоминал, что это произведение ранее находилось в Третьяковской галерее, а затем, по совету художника Михаила Нестерова, Левитан использовал его для написания церкви на картине «Над вечным покоем». По словам Лангового, «Левитан последовал этому совету, взял у П. М. Третьякова обратно свой этюд и написал на картине вместо обычной сельской церкви эту старую церковь г[орода] Плёса», после чего Третьяков «сказал Левитану, что этюд этот стал ему не нужен, и предложил взять его обратно, заменив другим по его выбору».
Живописные этюды для картины «Над вечным покоем»

## Отзывы и критика
В обзорной статье о 22-й выставке передвижников, опубликованной в 1894 году в журнале «Артист», писатель и публицист Василий Михеев называл полотно «Над вечным покоем» «истинным пейзажем-картиной», добавляя, что он не знает иного пейзажа, в той же мере удовлетворяющего «требованиям этого типа». Отмечая смелость и оригинальность замысла художника, Михеев писал, что для понимания этой картины в неё надо уйти, с её подробностями надо освоиться, чтобы ощутить, какой «своеобразный и сильный аккорд „настроения“» производят все её детали. По словам Михеева, эта картина Левитана — «симфония, странная с первого раза, но неуловимо охватывающая душу, стоит только довериться её впечатлению». К живописным недостаткам картины Михеев относил не вполне удавшееся художнику изображение воды, а также некоторую грубоватость облаков, в которых «хотелось бы почувствовать <…> более стихийной мощи». Тем не менее, по мнению Михеева, эти недостатки не мешают тому, чтобы воспринимать произведение Левитана как «картину души человеческой в образах природы» и «образец высокий по силе и оригинальности».
Во вступительной статье к альбому, посвящённому 100-летию со дня рождения Левитана, искусствовед Владимир Прытков писал, что в картине «Над вечным покоем» художник «поднимается до трагедийного пафоса», стремясь «выразить в образе природы философские раздумья о своём времени, своей эпохе». Не считая это полотно центральным в творчестве Левитана, Прытков тем не менее признавал, что оно относится к самым значительным творениям художника. Отмечая «трагизм настроения» и «символический характер созданного образа», Прытков писал, что в этом произведении Левитан попытался показать «вечное противоречие между величественно прекрасными силами природы и жалкой судьбой человека в ней».
В монографии о творчестве Левитана, вышедшей в 1966 году, искусствовед Алексей Фёдоров-Давыдов писал, что в картине «Над вечным покоем» рассматривается вопрос об «отношении человеческого бытия к вечной жизни природы». С одной стороны, художник показывает «грандиозный разворот водного пространства озера и ещё более величественное пространство неба», а с другой — небольшой мысок, на котором находятся старая церковь и заброшенное сельское кладбище. По словам Фёдорова-Давыдова, «из этого сопоставления природы и следов человеческого бытия в ней и образуется исполненный возвышенной скорби и трагической героики пейзаж». По его мнению, именно в этой картине «со всей силой и широтой, во всей зрелости левитановского мастерства» развернулась «идея сопоставления человеческой жизни с величественной, живущей своей жизнью, своим бытием грандиозной стихией природы».
Проводя сравнительный анализ трёх произведений из «драматического цикла» Левитана первой половины 1890-х годов, искусствовед Владимир Петров писал, что если в первой картине трилогии — «У омута» — «выражение переживаний и осмысления художником диссонансов и противоречий бытия носило глубоко личный, почти иррациональный характер», во второй картине — «Владимирке» — преобладающим оказывалось «социально-историческое „измерение“ образного строя», то в третьей, заключительной картине — «Над вечным покоем» — «левитановское драматическое „мышление в образах“ обретает почти натурфилософский, планетарный в своей сущности масштаб». По словам Петрова, полотно «Над вечным покоем», во многом перекликающееся с картиной Алексея Саврасова «Могила на Волге» (1874, Государственный художественный музей Алтайского края), наследует «традицию элегических размышлений в искусстве» и представляет собой «подлинно монументальный образ, своего рода эпическую элегию».
Искусствовед Виталий Манин отмечал, что мотив, композиция и цветовая гамма полотна «Над вечным покоем» «глубоко характерны для русской природы». Обсуждая философскую значительность произведения, он писал, что образ картины «вызывает множество ассоциаций, аллюзий, предположений». По словам Манина, в «нарочитости экспрессивной пластики картины» легко прочитывается «ощущение мощи природной стихии и подразумеваемых в ней смысловых значений». По его мнению, полотно «Над вечным покоем» — «одно из самых экспрессивных произведений художника, динамичных и „ассоциативных“».